# Ros Beiaard

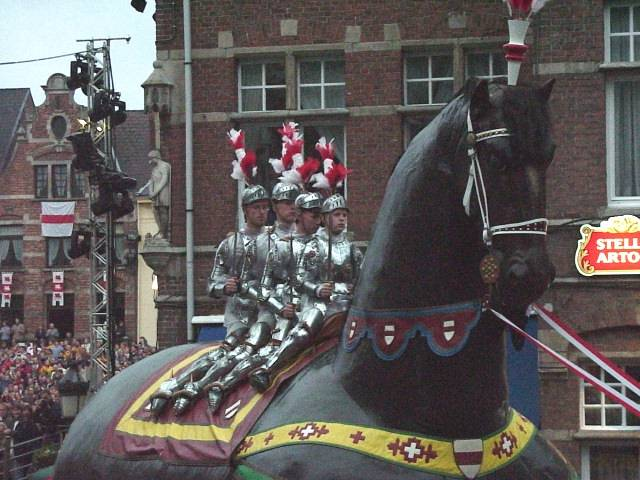
le Ros Beiaardommegang 2000, à Termonde, avec les frères Coppieters.

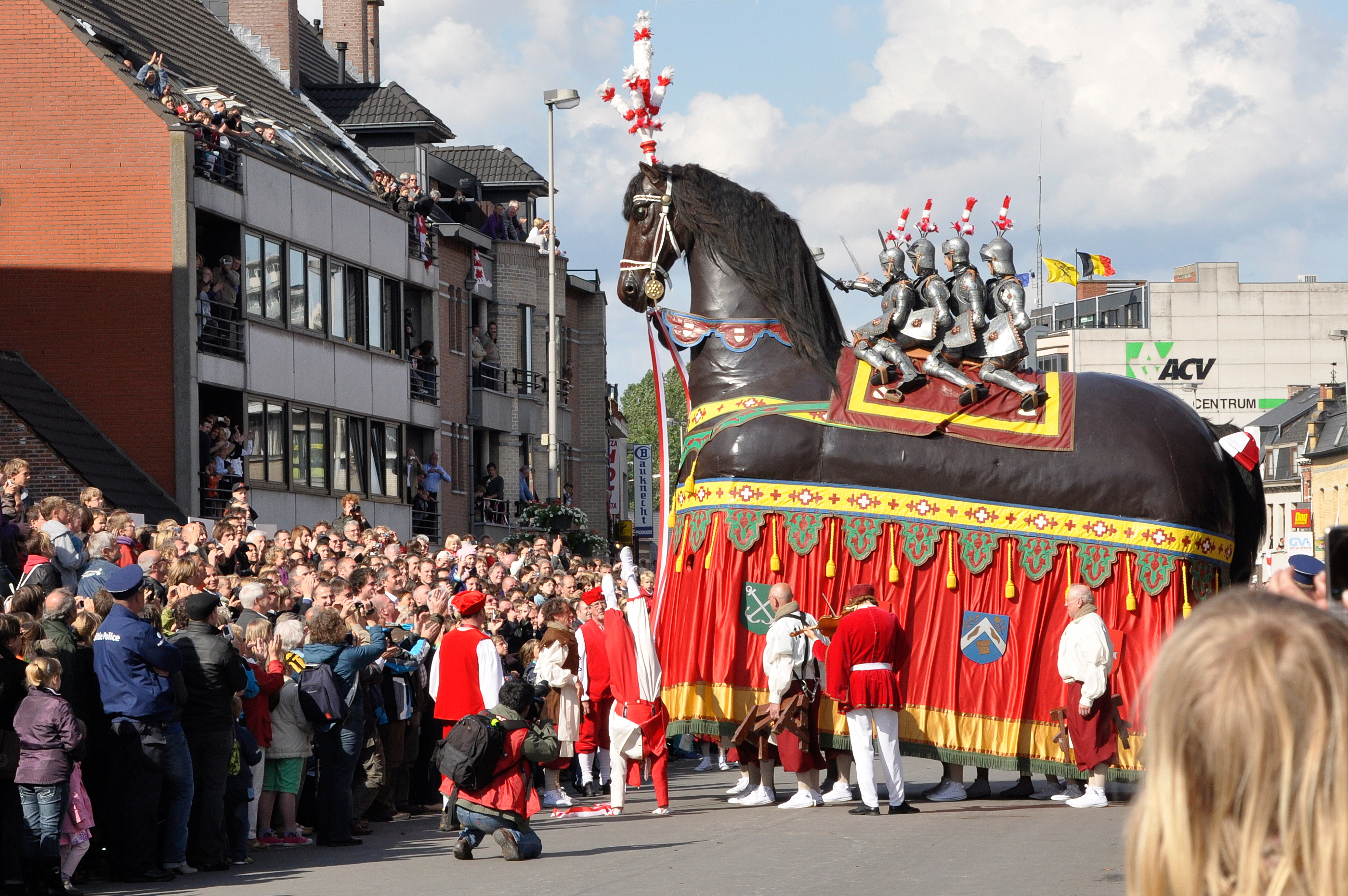
Le Ros Beiaardommegang 2010, à Termonde, avec les frères Van Damme.

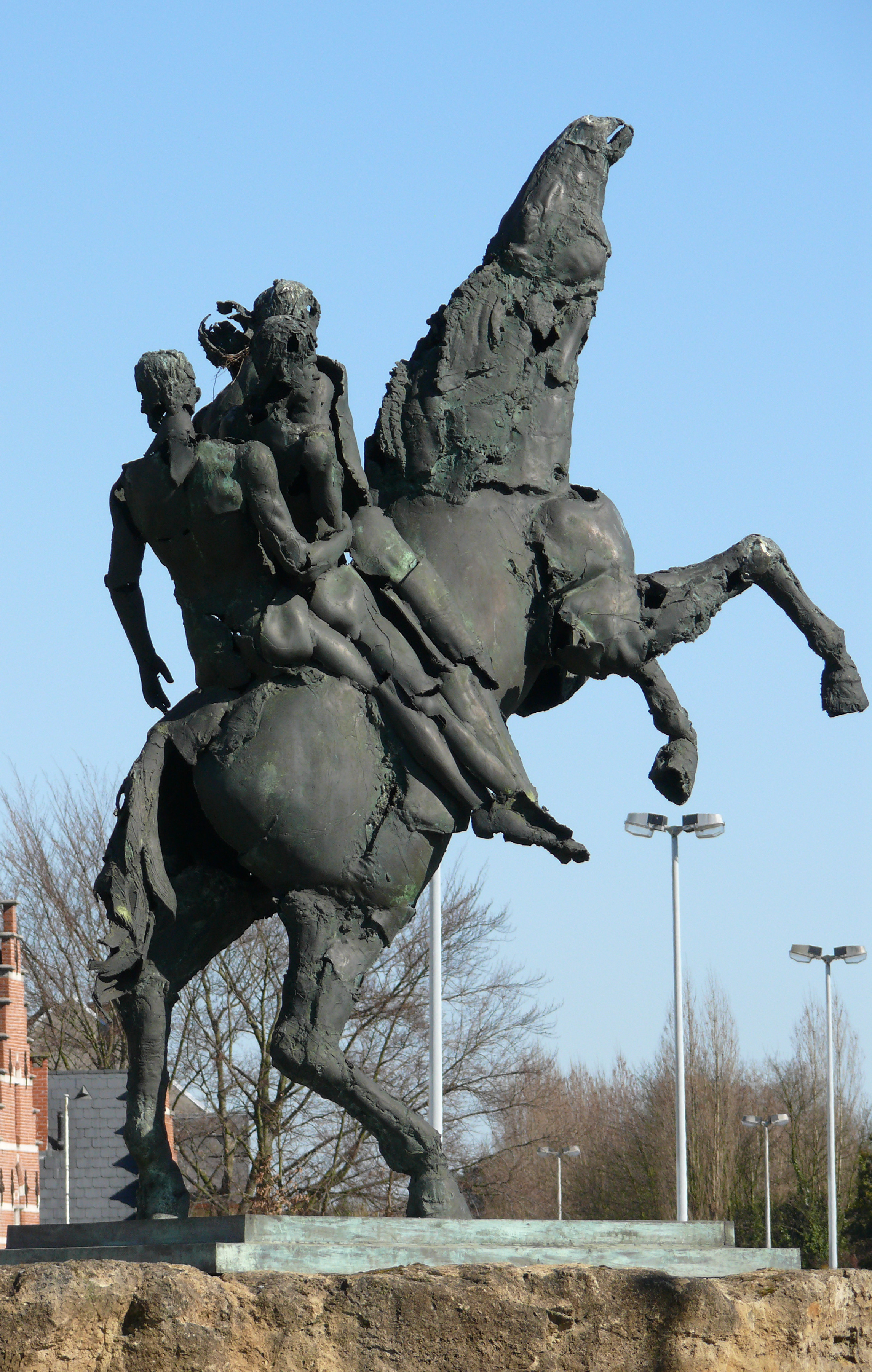
Statue de Ros Beiaard dans la ville

Ros Beiaard est un géant de procession folklorique de grandes dimensions, propre à la ville de Termonde en Belgique. Il diffère d'autres géants du même type parce qu'il ne sort qu'une fois tous les dix ans. Le cheval géant est transporté à travers la ville par une guilde de porteurs, appelés les Pijnders. Traditionnellement, quatre jeunes frères de Termonde (« de Vier Heemskinderen », les Quatre fils Aymon) montent sur ce cheval en armure complète. Au cours de la procession, la légende de Ros Beiaard est représentée. La procession qui l'accompagne a été inscrite à la liste du Patrimoine culturel immatériel de l'humanité de l'UNESCO.

## Dimensions et poids
Du sol à la partie la plus haute de la tête, Ros Beiaard fait 4,85 m de haut. Si l'on ajoute les décorations sur le dessus, le cheval fait 5,8 m de haut. Du nez à la queue, il fait 5,2 m de long et sa largeur est exactement de 2 m. La tête de Ros Beiaard est réalisée en bois de chêne, et elle fait 120 cm de long et 50 cm de large. Le cheval pèse 800 kg sans les frères sur son dos. Le cadre en bois a trois espaces  pour 12 porteurs ou Pijnders.

## Sélection des quatreHeemskinderen
Tous les dix ans, la sélection des quatre Heemskinderen est draconienne. Les critères sont en effet très sévères : Il doit être nés consécutivement, sans une naissance de fille entre deux. Ils doivent être nés à Termonde, leurs parents et grands-parents doivent être nés à Termonde, leur âge doit être compris entre 7 et 21 ans le jour de la procession, ils doivent vivre eux-mêmes à Termonde ou l'une de ses banlieues.

### XIXesiècle
En 1807, Ros Beiaard a été monté par Pieter-Emmanuel, Pieter-Frans, Pieter-Jan et Bernard-Jozef Blomme. Le cheval est utilisé pour célébrer l'anniversaire de Napoléon Ier et le Concordat. En 1850, les frères sont Edmond, Désiré, Henri et Lodewijk Spanogh. Le cortège a célébré le 50e anniversaire de la Cour et l'Académie des Arts. L'historien David Lindanus a également été commémoré et le roi Léopold II a participé à la procession. L'inauguration de la statue de Pater De Smet en 1878 a entraîné une nouvelle procession et les chevaliers étaient Isidoor, Omer, Petrus et Willems Frans. Ils ont également célébré l'inauguration de la nouvelle écluse de la Dendre. Lorsque Polydore de Keyser, maire de Londres, a visité sa ville natale Termonde en 1888, ont été Heemskinderen Henri, Lodewijk, Gustaaf et Alfons Pieters. En 1899, le cheval a été monté par Pieter, Adhémar, Lucinthe et Leo Dieltjens. Ils ont célébré un nouveau pont sur l'Escaut.

### XXesiècle
En 1914, les chevaliers étaient Jan, Leo, Pieter et Edward De Bruyn. La célébration a été la nomination de Léon Bruynincx en tant que maire de Termonde. En 1930, Termonde a célébré le centenaire de l'indépendance de la Belgique et le cheval était monté par Henri, Jean, Pierre et Albert Van Damme. En 1952, Jozef, Rafaël, Pieter et Jan Bombay étaient les chevaliers. Les 500 ans de l'hôtel de ville ont été célébrés. En 1958, en raison de l'Expo 58 à Bruxelles, les frères Emiel, Albert, Jozef et Luc Leybaert ont monté le cheval. En 1975, les frères Dirk, Wim, Baudouin et Kris De Jonghe montaient le cheval, en 1990 l'honneur est revenu aux Veldeman frères et en 2000, aux frères Roy, Nick, Ken et Dean Coppieters.

### XXIesiècle
En 2010, la procession a eu lieu en mai et les frères Van Damme montaient le cheval. En 2022 c'était le tour au frères Cassiman.

## LesPijnders
La guilde des Pijnders' est originaire du XIVe siècle et avait le monopole sur le chargement et le déchargement des navires, des caves à vin et de la bière. Les Pijnders sont désormais les seules personnes autorisées à porter Ros Beiaard dans les processions. La tâche des Pijnders ne doit pas être sous-estimée, car ils occupent une fonction principale dans la procession et dans le spectacle du cheval. Les mouvements du cheval doivent être synchronisés avec les directives du directeur. Les Pijnders sont divisés en trois groupes composés chacun de douze transporteurs. Chaque groupe a son chef qui fixe le rythme et l'ordre des mouvements spéciaux.

## Hymne
| 't Ros Beiaard doet zijn ronde In de stad van Dendermonde Die van Aalst die zijn zo kwaad omdat hier 't Ros Beiaard gaat. refrein: De vier Aymons kinderen jent Met blanke zweerd in d'hand Ziet ze rijden 't Zijn de schoonsten van ons land | 't Ros Beiaards ogen fonk'len Zijne brede manen kronk'len En hij wendt hem fraai en vlug Met vier broers op zijnen rug. Hun harnas, schild en lansen blinken bij de zonneglanzen En den beiaard 't voisken geeft daar het Ros zijn eer in heeft. | O Dendermondenaren Blijft altijd den roem bewaren Van het peerd zo wijd vermaard Als den grootsten man op aard. 't Ros Beiaard is ons glorie en benijdt g' ons die victorie Aelst, gij hebt nog min verstand als ons ridder ros vaillant. | 't Ros Beiaard is verheven heeft zich in het vuur begeven en het week op 't oorlogsveld alles voor zijn groot geweld. |